# Ойелоуо, Дэвид
Дэ́вид Ойетоку́нбо Ойело́уо (англ. David Oyetokunbo Oyelowo; род. 1 апреля 1976, Оксфорд, Великобритания) — британский актёр и продюсер, офицер ордена Британской империи, наиболее известный по ролям в фильмах «Дворецкий» и «Линкольн», а также в сериалах «Призраки» и «Звёздные войны: Повстанцы». Двукратный номинант на премию «Золотой глобус» (за роль Мартина Лютера Кинга в драме «Сельма» (2014) и главную роль в телевизионном фильме HBO «Соловей» (2014).

## Ранние годы
Дэвид Ойелоуо родился в Оксфорде, Оксфордшире, Англии, в семье родителей из Нигерии, выходцев из народа йоруба. Он рос в Лондоне до 6 лет, а затем его семья переехала в Лагос (Нигерия), где его отец, Стивен, работал в национальной авиакомпании, а мать — в железнодорожной компании. Они вернулись в Лондон, когда Дэвиду было 14 лет, и поселились в Ислингтоне.
Ойелоуо пошёл в Национальный молодёжный театр за девушкой, которая ему нравилась. Позже он учился актёрскому мастерству в City and Islington College, где преподаватель отметил его потенциал. А затем, в течение трёх лет (до 1998 года) Дэвид учился в Лондонской академии музыки и драматического искусства (LAMDA). По окончании он был удостоен «Стипендии за выдающиеся достижения» от Николаса Хайтнера.

## Карьера

### Театр
Ойелоуо начал свою сценическую карьеру в 1999 году, когда ему предложили отыграть сезон в Королевской Шекспировской труппе в таких постановках, как «Вольпоне» Бена Джонсона, «Орооноко» и «Антоний и Клеопатра» Шекспира (1999) вместе с Гаем Генри, Фрэнсис де ла Тур и Аланом Бейтсом.
Самым ярким выступлением актёра на сцене стало исполнение роли короля Генриха VI в постановке Королевской Шекспировской труппы в 2001 году. Ойелоуо стал первым чернокожим актёром, сыгравшим английского короля в крупной постановке Шекспира, и, хотя изначально кастинг критиковался некоторыми СМИ, игра Ойелоуо была одобрена критиками и позже получила премию Иэна Чарлсона (за лучшую игру актёра моложе 30 лет в классической пьесе).
В 2005 году Дэвид появился в постановке «Прометей прикованный», которая затем была возрождена в Нью-Йорке в 2007 году. В 2006 году он дебютировал в качестве режиссёра в работе над постановкой «Белого дьявола», спродюсированной его же театральной компанией Inservice (Брайтон). В 2016 году Дэвид исполнил главную роль в постановке «Отелло» театра New York Theatre Workshop, в которой также играл Дэниел Крейг (исполняя роль Яго). Режиссёром адаптации выступил Сэм Голд.

### Кино и телевидение
С 2002 по 2004 год Ойелоуо исполнял роль агента MI5 Дэнни Хантера в британском драматическом телесериале «Призраки» (известен в Северной Америке как «MI-5»).
Во второй половине 2000-х годов Ойелоуо можно было увидеть в триллере «Цена измены», биографической драме «Последний король Шотландии» и в главной роли в телевизионном фильме BBC «Маленький остров».
В 2011 году вышло сразу два заметных фильма, снятых при участии актёра — «Восстание планеты обезьян» и «Прислуга», номинированная на «Оскар» как лучший фильм. В 2012 году Ойелоуо засветился в фильмах «Линкольн» и «Джек Ричер», а в 2012-м сыграл в картинах «На полпути в никуда», премьера которой на кинофестивале Сандэнс вызвала восторг критиков, и «Газетчик», претендовавшей на Золотую пальмовую ветвь.
В 2013 году Дэвид исполнил роль Луи Гейнса в фильме «Дворецкий», а в 2014 году сыграл в фильме «Интерстеллар» Кристофера Нолана и в исторической драме «Сельма», спродюсированной Опрой Уинфри и компанией Брэда Питта Plan B. Роль Мартина Лютера Кинга принесла ему номинацию на премию «Золотой глобус» за лучшую мужскую роль в драматическом фильме. Помимо прочего, в 2014 году Ойелоуо основал свою независимую продюсерскую компанию Yoruba Saxon Productions. Среди фильмов, спродюсированных компанией, — «Соловей» (за главную роль в котором актёр был номинирован на премии «Эмми» и «Золотой глобус»), «Пять ночей в Мэне» и «Соединённое королевство».
В 2018 году Дэвид Ойелоуо сыграл главную роль в фильме «Опасный бизнес» в компании Джоэла Эдгертона, Аманды Сейфрид и Шарлиз Терон, а также исполнил роль инспектора Жавера в сериале «Отверженные» телеканала BBC.
В декабре 2020 года состоялась мировая премьера сиквела фильма «Кролик Питер» при участии актёра. В 2020 году снялся в драме «Полуночное небо», режиссёром которой является Джордж Клуни. Ойелоуо играет в картине персонажа Эйдвола.
В конце ноября в российский прокат вышел фэнтези «Питер Пэн и Алиса в стране чудес» Бренды Чепмен. Фильм является приквелом «Алисы в Стране чудес» и «Питера Пэна». Партнёршей Ойелоуо по картине стала Анджелина Джоли, они сыграли родителей главных героев.

## Личная жизнь
Дэвид Ойелоуо женат на актрисе Джессике Ойелоуо, у них четверо детей. Семья живёт в Лос-Анджелесе.

## Фильмография
| Год  | Название                         | Ориг. название                 | Роль                         | Примечания |
| ---- | -------------------------------- | ------------------------------ | ---------------------------- | ---------- |
| 2005 | И грянул гром                    | A Sound of Thunder             | Пейн                         |            |
| 2005 | Цена измены                      | Derailed                       | патрульный полицейский       |            |
| 2006 | Последний король Шотландии       | The Last King of Scotland      | доктор Джунджу               |            |
| 2008 | Кого ты любишь?                  | Who Do You Love?               | Мадди Уотерс                 |            |
| 2011 | Восстание планеты обезьян        | Rise of the Planet of the Apes | Стивен Джейкобс              |            |
| 2011 | Прислуга                         | The Help                       | отец Грин                    |            |
| 2012 | Красные хвосты                   | Red Tails                      | лейтенант Джо «Молния» Литтл |            |
| 2012 | Газетчик                         | The Paperboy                   | Ярдли Эйкман                 |            |
| 2012 | Линкольн                         | Lincoln                        | Айра Кларк                   |            |
| 2012 | Джек Ричер                       | Jack Reacher                   | Эмерсон                      |            |
| 2013 | Дворецкий                        | The Butler                     | Луи Гейнс                    |            |
| 2014 | Интерстеллар                     | Interstellar                   | директор школы               |            |
| 2014 | Самый жестокий год               | A Most Violent Year            | Лоуренс                      |            |
| 2015 | Сельма                           | Selma                          | Мартин Лютер Кинг            |            |
| 2016 | Соединённое королевство          | A United Kingdom               | Серетсе Кхама                |            |
| 2018 | Парадокс Кловерфилда             | The Cloverfield Paradox        | Кил                          |            |
| 2018 | Опасный бизнес                   | Gringo                         | Гарольд Сойинка              |            |
| 2019 | Не отпускай                      | Don't Let Go                   | Джек Рэдклифф                |            |
| 2020 | Полночное небо                   | The Midnight Sky               | Эйдвоул                      |            |
| 2020 | Питер Пэн и Алиса в стране чудес | Come Away                      | Джек Литтлтон                |            |
| 2020 | Водный человек                   | The Water Man                  | Амос Бун                     |            |
| 2021 | Поступь хаоса                    | Chaos Walking                  | Аарон                        |            |
| 2021 | Кролик Питер 2                   | Peter Rabbit 2: The Runaway    | Найджел Бэзил Джонс          |            |
| 2022 | Смотрите, как они бегут          | See How They Run               | Мервин Кокер-Норрис          |            |
| 2023 | Укрытие                          | Silo                           | шериф Холстон                | телесериал |
| 2023 | Законники: Басс Ривз             | Lawmen: Bass Reeves            | Басс Ривз                    | телесериал |
| 2024 | Книга Кларенса                   | The Book of Clarence           | Иоанн Креститель             |            |
| 2024 | Моя жена киллер                  | Role Play                      | Дэйв Брекетт                 |            |
| 2025 | Государственный сыр              | Government Cheese              | Хэмптон Чэмберс              | телесериал |